# جون هولم (سياسي)
جون هولم هو سياسي كندي، ولد في 19 أبريل 1947 في هاليفاكس في كندا. حزبياً، نشط في Nova Scotia New Democratic Party ‏. وقد انتخب عضو مجلس نواب نوفا سكوتيا.